# RVNS Trần Hưng Đạo (HQ-1)
RVNS Trần Hưng Đạo (HQ-1) là một trong những tàu chiến lớn nhất của Hải quân Việt Nam Cộng Hòa.

## Hải quân Hoa Kỳ
USS Camp là tên gọi của một khu trục hạm (KTH) mang danh hiệu DER-251 trong Hải Quân Hoa Kỳ. Chữ “Camp” này được đặt theo tên của một thủy thủ người Mỹ, Jack Hill Camp, đã chết vào ngày 7 tháng 6 năm 1942 trong trận hải chiến giữa Hoa Kỳ và Nhật trong vùng biển Thái Bình Dương gần đảo Midway. Khu trục hạm USS Camp có chiều dài 93 mét, chiều ngang: 11 mét, trọng lượng: 1 253 tấn, động cơ: 6 000 mã lực, tầm hoạt động: 17 380 km (với vận tốc 12 hải lý/giờ), vận tốc tối đa: 21 hải lý/giờ, quân số: 186 thủy thủ, vũ khí: 3 đại bác 76 mm, hai đại bác 40 mm, 8 đại liên 20 mm, 3 ống phóng thủy lôi 533 mm, 2 giàn phóng lựu-đạn depth charge (chống tàu ngầm), một hệ thống súng cối Hedgehog (chống tàu ngầm).
Chiến hạm USS Camp được chế tạo bởi công ty Brown Shipbuilding (thành phố Houston, Texas) và công trình hoàn tất ngày 16 tháng 4 năm 1943. Năm tháng sau, ngày 16 tháng 9 năm 1943, chiến hạm chính thức “nhập ngũ” dưới quyền chỉ huy của Hải Quân Trung tá P.B. Mavor. Ngày 14 tháng 12 năm 1943, chiến hạm rời quân cảng Norfolk (tiểu bang Virginia) để bắt đầu cuộc hành trình (kéo dài cho đến khi Chiến tranh thế giới thứ hai kết thúc vào năm 1945) hộ tống các đoàn tàu tiếp tế từ Hoa Kỳ sang Chiến trường châu Âu.
Trên các chuyến hải hành vượt vùng biển Bắc Đại Tây Dương, ngoài việc chống chọi với sóng to và gió lớn, Khu trục hạm USS Camp còn phải cảnh giác để đối phó với những cuộc đột kích của các tàu ngầm của quân địch. Trong quãng thời gian phục vụ từ 1943 đến 1945, không có một chiếc tàu nào trong đoàn được hộ tống bị đánh chìm. Trong suốt thời gian phục vụ từ 1943 đến khi chiến tranh kết thúc, chỉ có một lần bị tai nạn nên nhiệm vụ bị gián đoạn, đó là khi chiến hạm USS Camp đụng phải một tàu chở hàng khác làm hư hại nặng cho đầu tàu. Sau khi được mang về công xưởng sửa chữa, chiến hạm được tân trang với đại bác 127 mm.
Ngày 9 tháng 7 năm 1945, chiếc USS Camp rời khu quân cảng ở thành phố Charleston, Bắc Carolina để trở về chiến trường Thái Bình Dương. Chiến tranh kết thúc, chiến hạm được dùng cho việc huấn luyện thủy thủ ở Trân Châu Cảng, Hawaii. Sau đó được trao nhiệm vụ canh phòng cuộc di tản của các đơn vị Nhật tại đảo Mili (Thái Bình Dương), và đảm nhiệm công việc cấp cứu tàu-bè trên vùng biển gần đảo Kwajalein cho đến tháng 11 năm 1945. Sau đó chiến hạm được triệu hồi về New York vào ngày 10 tháng 12.
Ngày 1 tháng 5 năm 1946, chiến hạm USS Camp được “giải ngũ” và các thủy thủ Coast Guard (tuần duyên) phục vụ đều được thuyên chuyển đi nơi khác. Ngày 7 tháng 12 năm 1955, chiến hạm được đổi số quân thành DER-251 và được “tái ngũ” vào ngày 31 tháng 7 năm 1956 với nhiệm vụ mới là bảo vệ vòng đai cho các hải đoàn (tức là những tàu được trang bị hệ thống radar để phát hiện máy bay địch, không để cho máy bay địch xâm nhập vào không phận được canh giữ). Đến năm 1965, hệ thống radar trên tàu được tháo gỡ, sau đó được đem qua Việt Nam để tham dự chiến dịch hành quân Market Time, mà nhiệm vụ mới là ngăn chặn các thuyền bè chuyên chở vũ khí của Việt Nam Dân Chủ Cộng Hòa trên Biển Đông.

## Hải quân Việt Nam Cộng Hòa
Ngày 6 tháng 2 năm 1971, chiến hạm USS Camp được chuyển giao cho Hải quân Việt Nam Cộng Hòa và được đổi số quân và tên gọi thành HQ-1 Trần Hưng Đạo. Vài năm sau, vào ngày 29 tháng 4 năm 1975, cùng một số tàu khác, khu trục hạm Trần Hưng Đạo rời Việt Nam để di tản sang Philippines.

## Hải quân Philippines
Chiếc HQ-1 được Philippines sửa chữa nâng cấp (bỏ tháp pháo 76mm và thay bằng 2 tháp pháo 127mm) và chính thức đưa vào trang bị tháng 7 năm 1976 với cái tên mới BRP Rajah Lakandula (PF-4).
Từ năm 1981-1988, BRP Rajah Lakandula trở thành soái hạm Hải quân Philippines. Con tàu chủ yếu tham gia nhiệm vụ tuần tra bảo vệ biển, thực hiện công tác tìm kiếm cứu nạn trên biển.
Năm 1988, con tàu loại ra khỏi biên chế hải quân và được sử dụng như doanh trại nổi Vịnh Subic tới năm 1999 thì bị phá dỡ.